# Uniforme de la selección de fútbol de Francia

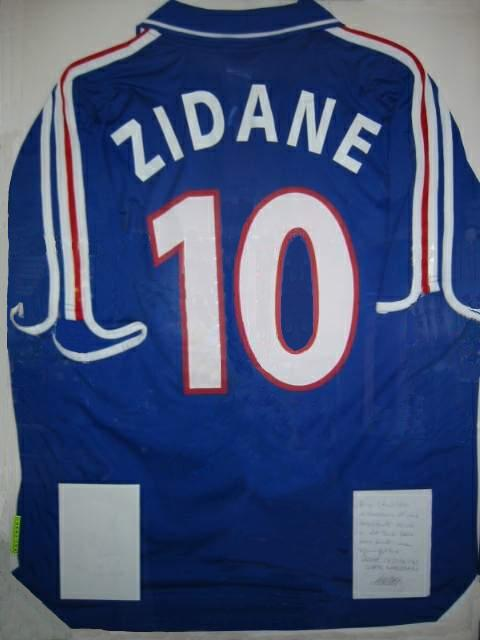
Camiseta azul de Adidas.

La selección de Francia tiene dos uniformes. El principal es con camiseta azul, recreando el tricolor francés, por lo cual la selección tiene el apodo de Les Bleus (Los Azules). El segundo uniforme es blanco aunque ha sido utilizado también el color rojo en su camiseta alternativa.
Desde 1972 hasta 2010, los uniformes de Francia son proveídos por la marca alemana Adidas. A partir de 2011, la empresa estadounidense Nike fabrica los uniformes del seleccionado, en un contrato de 42.6 millones de euros anuales (una suma 4 veces superior al antiguo contrato) hasta 2018, lo cual hace a la Selección de Francia con el uniforme mejor pagado en el mundo.

## Evolución

### Titular
| 1904-1909 | 1910-1919 | 1920-1934 | 1935-1945 | 1946-1960 | 1961-1963 | 1964-1966 | 1966-1972 | 1972-1974 |

| 1974-1979 | 1980-1984 | 1984-1986 | 1986-1990 | 1990-1992 | 1992-1994 | 1994-1996 | 1996-1998 | 1998-2000 |

| 2000-2002 | 2002-2004 | 2004-2006 | 2006-2008 | 2008 | 2008-2010 | 2010 | 2011-2012 | 2012-2014 |

| 2014-2016 | 2016-2018 | 2018-2020 | 2020-2022 | 2022-2024 | 2024-Actual |

### Alternativo
| 1954-1960 | 1961-1963 | 1964-1965 | 1966-1971 | 1974-1979 | 1980-1984 | 1984-1986 | 1986-1990 | 1990-1992 |

| 1992-1994 | 1994-1996 | 1996-1998 | 1998-2000 | 2000-2002 | 2002-2004 | 2004-2006 | 2006-2008 | 2008 vs España |

| 2010 vs Noruega | 2011-2012 | 2012-2014 | 2013-2014 | 2014-2015 | 2015-2016 | 2016 | 2016-2018 | 2016-2018 |

| 2018-2020 | 2020-2022 | 2022-2024 | 2024-Actual |

### Combinaciones
| 1981 vs Bélgica | 1983 vs Bélgica y Yugoslavia | 1989 vs Suecia | 1992 vs Suiza | 1995 vs Eslovaquia | 1994-1995 | 1996 vs Dinamarca | 1998 vs Rusia | 1998 vs Croacia |

| 1998 vs Rusia | 1999 vs Irlanda del Norte | 2000-2001 | 2000 vs Países Bajos | 2000-2002 | 2001 vs Chile | 2002-2003 | 2002-2003 | 2004 vs Croacia y Grecia |

| 2004-2005 | 2004 vs Bélgica | 2004-2005 vs Chipre y Costa Rica | 2006 vs Suiza | 2006-2007 | 2006 vs Corea del Sur | 2008 | 2008 vs Ecuador | 2008-2009 |

| 2010 vs México y Bosnia | 2010 vs Uruguay |  | 2011 vs Luxemburgo | 2011 vs Croacia y Albania | 2012 vs Finlandia | 2012 vs Alemania e Italia | 2014 | 2014 vs Ecuador | 2015 vs Albania y Portugal |

| 2016-2017 vs Italia y Alemania | 2017 vs Bulgaria | 2016-2017 | 2018 vs Australia | 2018 vs Perú | 2018-2020 | 2018-2020 | 2020-2022 | 2021 vs Hungría |

| 2022-2023 | 2023 vs Grecia | 2023 | 2024 vs Polonia 2025 vs Alemania | 2024 vs Italia | 2024 vs España |

### Uniformes especiales
| 1978 | 2004 Centenario de la FIFA vs Brasil |  | 2019 Centenario de la FFF vs Islandia |

### Uniformes de portero
| 1930 | 1934-1938 | 1954-1960 |  | 1954-1960 | 1961-1969 | 1970-1973 | 1970-1973 | 1970-1973 | 1976 |

| 1977 | 1977 | 1978-1979 | 1978-1979 | 1978-1979 | 1978-1979 | 1980-1981 | 1980-1981 | 1982-1983 |

| 1982-1983 | 1984 | 1985 | 1985 | 1986-1987 | 1986-1987 | 1986-1987 (Rust) | 1986-1987 (Bergeroo) | 1987 |

| 1987 | 1987 | 1988 | 1988 | 1989 | 1989 | 1990-1991 | 1990-1991 | 1990-1991 |

| 1990-1991 | 1990-1991 | 1992 | 1992 | 1993 (Lama) | 1993 (Lama, vs Israel) | 1994 (Lama) | 1994 (Barthez) | 1994 (Martini) |

| 1995 (Barthez) | 1995 (Lama) | 1996 (Lama) | 1996 (Lama) | 1996 (Martini) | 1996 (Lama) | 1996 (Barthez) | 1997 (Barthez) | 1997 (Charbonnier) |

| 1998 (Barthez) | 1998 (Barthez, vs Arabia Saudita) | 1998 (Charbonnier) | 1998 (Barthez) | 1998 (Lama) | 1998 (Charbonnier) | 1999 (Barthez, vs Marruecos) | 1999 | 1999 |

| 2000 (Barthez) | 2000 (Barthez, vs España y Portugal) | 2000 (Lama, vs Países Bajos e Inglaterra) | 2000 (Lama) | 2001 | 2001 | 2002 | 2002-2003 | 2004-2005 |

| 2004-2005 | 2006 (Barthez, vs Suiza) | 2006 vs Togo y Escocia | 2006-2007 | 2008-2009 | 2008-2009 | 2008-2009 | 2010 | 2010 |

| 2011 | 2011 | 2011 | 2011 | 2012-2013 | 2012-2013 | 2012-2013 | 2013 | 2014-2015 |

| 2014-2015 | 2014-2015 | 2016-2017 | 2016-2017 | 2016-2017 | 2018 | 2018-2019 | 2018-2019 | 2020-2022 |

| 2020-2022 | 2020-2022 | 2022-2024 | 2022-2024 | 2022-2024 | 2024-Actual | 2024-Actual | 2024-Actual |

### Entrenamiento
| 1998-2000 | 2000-2002 | 2002-2004 | 2004-2006 | 2006-2008 | 2008-2010 | 2010 | 2011-2012 | 2012-2013 |

| 2013-2014 | 2014-2016 | 2016-2018 | 2018-2020 | 2020-2022 | 2022-2024 | 2024-Actual |

## Proveedores
| Periodo   | Marca deportiva | Origen                    |
| 1938–1966 | Allen Sports    | Bandera de Francia        |
| 1966–1971 | Le Coq Sportif  | Bandera de Francia        |
| 1972–2010 | Adidas          | Bandera de Alemania       |
| 2011–act. | Nike            | Bandera de Estados Unidos |